# Wesley Ramey
Wesley Andrew Ramey (ur. 17 września 1909 w Everett w Michigan, zm. 10 marca 1997 w Grand Rapids) – amerykański bokser zawodowy wagi lekkiej z lat 1929-1941.
Po dwuletniej karierze amatorskiej (1927-1929) pierwszą walkę zawodową stoczył 14 sierpnia 1929. W ciągu dwunastu lat kariery mierzył się z najlepszymi zawodnikami wagi piórkowej, lekkiej i lekkopółśredniej. Pokonał byłych lub przyszłych mistrzów świata Battlinga Shawa, Johnnyego Jadicka, Bennyego Bassa, Lewa Jenkinsa oraz mistrza w trzech kategoriach wagowych znakomitego Tony'ego Canzoneriego jednak nigdy nie otrzymał szansy walki o tytuł mistrza świata. Nazywany niekoronowanym mistrzem wagi lekkiej. Często podróżował - walczył w Australii, Anglii i Południowej Afryce. Karierę zakończył 20 czerwca 1941 roku.
Po zakończeniu kariery bokserskiej trenował amatorskich i zawodowych bokserów w Grand Rapids.  
W roku 2013 został przyjęty do Międzynarodowej Bokserskiej Galerii Sławy.